# Small Planet Airlines Poland
Small Planet Airlines Poland je poljska letalska družba, ki opravlja čarterski promet. Litovska letalska družba Small Planet Airlines je matična družba. Sedež družbe je v Katovicah.

## Zgodovina
Družba je bila ustanovljena novembra  2009 kot flyLAL Charters Polska kot podružnica litovske letalske družbe Lithuanian Airlines. Aprila 2010 je družba Small Planet Airlines kupila družbo od matične firme Avia Solutions Group in jo preimenovala v Small Planet Airlines Poland.

## Destinacije
Druužba opravlja čarterske letalske polete s poljskih letališč v Gdansku, Katovicah, Lublinu in Varšavi. Glavni namembni cilji poletov so turistične destinacije v Egiptu, Grčiji, Hrvaški, Italiji, Portugalski, Španiji in Turčiji.

## Flota
Družba Small Planet Airlines Poland je dembra 2016 operirala z naslednjimi letali: 
| Letalo          | V uporabi | Naročena | Število potnikov | Opomba                                                                            |
| --------------- | --------- | -------- | ---------------- | --------------------------------------------------------------------------------- |
| Airbus A320-200 | 6         | —        | 180              | 1 letalo v najemu pri družbi Nesma Airlines in 2 letali v najemu pri družbi GoAir |
| Airbus A321-200 | 4         | —        | 220              | 2 letali v najemu pri družbi Nesma Airlines                                       |
| Total           | 10        | —        |                  |                                                                                   |